# Kanton Laferté-sur-Amance
Der Kanton Laferté-sur-Amance ist ein ehemaliger, bis 2015 bestehender französischer Wahlkreis im Arrondissement Langres, im Département Haute-Marne und in der Region Champagne-Ardenne; sein Hauptort war Laferté-sur-Amance.
Der Kanton Laferté-sur-Amance war 101,46 km² groß und hatte 1322 Einwohner (Stand: 2012).

## Gemeinden
Der Kanton umfasste elf Gemeinden:
| Gemeinde              | Einwohner Jahr | Fläche km² | Bevölkerungsdichte | Code INSEE | Postleitzahl |
| --------------------- | -------------- | ---------- | ------------------ | ---------- | ------------ |
| Anrosey               | 139 (2013)     | 11,04      | 13 Einw./km²       | 52013      | 52500        |
| Bize                  | 87 (2013)      | 2,09       | 42 Einw./km²       | 52051      | 52500        |
| Guyonvelle            | 104 (2013)     | 5,34       | 19 Einw./km²       | 52233      | 52400        |
| Laferté-sur-Amance    | 109 (2013)     | 7,97       | 14 Einw./km²       | 52257      | 52500        |
| Maizières-sur-Amance  | 103 (2013)     | 7,97       | 13 Einw./km²       | 52303      | 52500        |
| Neuvelle-lès-Voisey   | 82 (2013)      | 5,65       | 15 Einw./km²       | 52350      | 52400        |
| Pierremont-sur-Amance | 165 (2013)     | 16,27      | 10 Einw./km²       | 52388      | 52500        |
| Pisseloup             | 46 (2013)      | 3,19       | 14 Einw./km²       | 52390      | 52500        |
| Soyers                | 67 (2013)      | 6,05       | 11 Einw./km²       | 52483      | 52400        |
| Velles                | 75 (2013)      | 4,29       | 17 Einw./km²       | 52513      | 52500        |
| Voisey                | 310 (2013)     | 31,60      | 10 Einw./km²       | 52544      | 52400        |